# WeeGee-huis
Het Weegee-huis (Fins: Weegee-talo) is een museumcentrum in de Finse stad Espoo. Het gebouw was oorspronkelijk in 1964 gebouwd voor drukkerij Weilin+Göös maar dient tegenwoordig als een groot cultureel centrum.

## Musea
In het gebouw bevinden zich vier musea. Deze zijn:
- Museum voor moderne kunst
- Stadsmuseum van Espoo
- Fins Speelgoedmuseum Hevosenkenkä
- Fins museum voor tijdmeetkunde

## Futuro
Het WeeGee-huis kocht een Futuro gemaakt door architect Matti Suuronen. Het is een van drie Futuro's die in een openbare collectie is. De andere twee bevinden zich in München en het Museum Boijmans Van Beuningen in Rotterdam.